# Taylor Hicks
Pour les articles homonymes, voir Hicks.
Taylor Reuben Hicks (né le 7 octobre 1976) est un chanteur américain, 5e gagnant de l'émission de télévision américaine American Idol.
Sa voix enrouée ressemble fortement à celle de Bryan Adams.

## Parcours àAmerican Idol
| Semaine | Thème                                             | Titre                                                            | Artiste                                   | Résultat |
| ------- | ------------------------------------------------- | ---------------------------------------------------------------- | ----------------------------------------- | -------- |
| Top 24  | 12 Men                                            | Levon                                                            | Elton John                                | Advanced |
| Top 20  | 10 Men                                            | Easy                                                             | Commodores                                | Advanced |
| Top 16  | 8 Men                                             | Takin' It to the Streets                                         | The Doobie Brothers                       | Advanced |
| Top 12  | Songs of Stevie Wonder                            | Living for the City                                              | Stevie Wonder                             | Safe     |
| Top 11  | '50s Hits                                         | Not Fade Away                                                    | The Crickets                              | Safe     |
| Top 10  | 2000s Songs                                       | Trouble                                                          | Ray LaMontagne                            | Safe     |
| Top 9   | Country Music                                     | Take Me Home, Country Roads                                      | John Denver                               | Safe     |
| Top 8   | Songs of Queen                                    | Crazy Little Thing Called Love                                   | Queen                                     | Safe     |
| Top 7   | Great American Songbook                           | You Send Me                                                      | Sam Cooke                                 | Safe     |
| Top 6   | Love Songs                                        | Just Once                                                        | James Ingram                              | Safe     |
| Top 5   | Year They Were Born Current Billboard Top 10      | Play That Funky Music Something                                  | Wild Cherry The Beatles                   | Safe     |
| Top 4   | Songs of Elvis Presley                            | Jailhouse Rock In the Ghetto                                     | Elvis Presley                             | Top 2    |
| Top 3   | Clive Davis's Choice Judges' Choice Idol's Choice | Dancing in the Dark You Are So Beautiful Try a Little Tenderness | Bruce Springsteen Joe Cocker Otis Redding | Top 2    |
| Top 2   | Finale                                            | Living for the City Levon Do I Make You Proud?                   | Stevie Wonder Elton John Taylor Hicks     | Winner   |

## Discographie

### Albums
- 2006 : Taylor Hicks
- 2009 : The Distance